# Габерје (Ајдовшчина)
Габерје (словен. Gaberje, итал. Gabria) је насеље у општини Ајдовшчина, покрајини Приморска која припада Горишкој регији Републике Словеније.
Насеље површине 4,59 км², налази на надморској висини од 191,3 метра у средини Випавских брда, 21,6 километара од италијанске границе, а 8,7 км од Ајдовшчине. У насељу према попису из 2002. живи 151 становник.
Лежи у заветрини Оштог врха (422 м), Трешника (401 м) и Планине (437 м), наслаљујући се на падине брда Светог Петра (364 м). Село има 98 кућних бројева, али само 44 кућа су насељене. Број становника из године у годину наставља да пада, као последица смртности и одласка, посебно младих људи из насеља.
За време Хабсбуршке владавине Габерје је било самостално место.